# Дэвис, Карлтон
Карлтон Дэвис III (англ. Carlton Davis III, 31 декабря 1996, Майами, Флорида) — профессиональный американский футболист, выступающий на позиции корнербека в клубе НФЛ «Тампа-Бэй Бакканирс». Победитель Супербоула LV.
На студенческом уровне выступал за команду Обернского университета. На драфте НФЛ 2018 года был выбран во втором раунде.

## Биография
Карлтон Дэвис родился 31 декабря 1996 года в Майами. Учился в старшей школе Норленд, играл за её футбольную команду, выступал на легкоатлетических соревнованиях. После выпуска Дэвис входил в число двадцати пяти самых перспективных игроков Флориды по версии сайтов Rivals и 247Sports. Первоначально он планировал продолжать учёбу и карьеру в университете штата Огайо, но затем сделал выбор в пользу Обернского университета.

### Любительская карьера
В турнире NCAA Дэвис дебютировал в 2015 году, сразу же заняв место в стартовом составе команды. В своём первом сезоне он сделал три перехвата и вошёл в состав символической сборной новичков по версии сайта 247Sports. В 2016 году он сыграл в двенадцати матчах в основном составе. В сезоне 2017 года Дэвис сыграл тринадцать матчей. Он был включён в сборную звёзд турнира по версии Sports Illustrated и в состав сборной конференции SEC по результатам голосования тренеров. 

#### Статистика выступлений в NCAA
| Сезон | Команда       | Игры | Захваты | Захваты | Захваты | Захваты | Захваты | Перехваты | Перехваты | Перехваты | Перехваты | Перехваты | Фамблы | Фамблы | Фамблы | Фамблы |
| Сезон | Команда       | Игры | Solo    | Ast     | Tot     | Loss    | Sk      | Int       | Yds       | Y/R       | TD        | PD        | FR     | Yds    | TD     | FF     |
| ----- | ------------- | ---- | ------- | ------- | ------- | ------- | ------- | --------- | --------- | --------- | --------- | --------- | ------ | ------ | ------ | ------ |
| 2015  | Оберн Тайгерс | 13   | 38      | 18      | 56      | 1,5     | 0,5     | 3         | 0         | 0,0       | 0         | 8         | 0      | 0      | 0      | 1      |
| 2016  | Оберн Тайгерс | 12   | 37      | 9       | 46      | 2,0     | 0,0     | 0         | 0         | 0,0       | 0         | 10        | 0      | 0      | 0      | 1      |
| 2017  | Оберн Тайгерс | 13   | 26      | 8       | 34      | 0,0     | 0,0     | 1         | 0         | 0,0       | 0         | 10        | 1      | 0      | 0      | 1      |
| Всего | Всего         | 38   | 101     | 35      | 136     | 3,5     | 0,5     | 4         | 0         | 0,0       | 0         | 28        | 1      | 0      | 0      | 3      |

### Профессиональная карьера
Перед драфтом НФЛ 2018 года аналитик сайта Bleacher Report Мэтт Миллер характеризовал Дэвиса как готового к игре на профессиональном уровне. Он отмечал его опыт игры в стартовом составе, физические данные, уверенные действия против принимающих на маршрутах и надёжность при захватах. К недостаткам Миллер относил недостаток стартовой скорости и прыгучести, недостаточную подвижность и перенесённые им травмы.
На драфте Дэвис был выбран клубом «Тампа-Бэй Бакканирс» во втором раунде. Двадцать четвёртого мая он подписал четырёхлетний контракт. В своём первом сезоне в НФЛ он вышел на поле в стартовом составе в двенадцати матчах, не отметившись перехватами. По итогам регулярного чемпионата защита «Бакканирс» стала одной из худших в лиге, в среднем пропуская 29 очков за матч. По ходу сезона 2019 года Дэвис прогрессировал, сделав первый в карьере перехват и сбив девятнадцать передач, на одну меньше, чем лидер лиги по этому показателю Стефон Гилмор. После завершения сезона главный тренер команды Брюс Эрианс заявил, что Дэвис готов к тому, чтобы войти в число десяти лучших корнербеков НФЛ. Он высоко оценил его игру против таких принимающих как Деандре Хопкинс и Хулио Джонс, но отметил большое количество нарушений правил в первой половине чемпионата.

#### Статистика выступлений в НФЛ

##### Регулярный чемпионат
| Сезон | Команда             | Игры | Захваты | Захваты | Захваты | Захваты | Захваты | Перехваты | Перехваты | Перехваты | Перехваты | Перехваты | Фамблы | Фамблы | Фамблы | Фамблы |
| Сезон | Команда             | Игры | Solo    | Ast     | Tot     | Loss    | Sk      | Int       | Yds       | Y/R       | TD        | PD        | FR     | Yds    | TD     | FF     |
| ----- | ------------------- | ---- | ------- | ------- | ------- | ------- | ------- | --------- | --------- | --------- | --------- | --------- | ------ | ------ | ------ | ------ |
| 2018  | Тампа-Бэй Бакканирс | 13   | 36      | 4       | 40      | 1       | 0,0     | 0         | 0         | 0,0       | 0         | 4         | 1      | 0      | 0      | 1      |
| 2019  | Тампа-Бэй Бакканирс | 14   | 54      | 6       | 60      | 3       | 0,0     | 1         | 0         | 0,0       | 0         | 19        | 1      | 6      | 0      | 1      |
| 2020  | Тампа-Бэй Бакканирс | 14   | 52      | 16      | 68      | 3       | 0,0     | 4         | 42        | 10,5      | 0         | 18        | 0      | 0      | 0      | 0      |
| Всего | Всего               | 41   | 142     | 26      | 168     | 7       | 0,0     | 5         | 42        | 8,4       | 0         | 41        | 2      | 6      | 0      | 2      |

##### Плей-офф
| Сезон | Команда             | Игры | Захваты | Захваты | Захваты | Захваты | Захваты | Перехваты | Перехваты | Перехваты | Перехваты | Перехваты | Фамблы | Фамблы | Фамблы | Фамблы |
| Сезон | Команда             | Игры | Solo    | Ast     | Tot     | Loss    | Sk      | Int       | Yds       | Y/R       | TD        | PD        | FR     | Yds    | TD     | FF     |
| ----- | ------------------- | ---- | ------- | ------- | ------- | ------- | ------- | --------- | --------- | --------- | --------- | --------- | ------ | ------ | ------ | ------ |
| 2020  | Тампа-Бэй Бакканирс | 4    | 16      | 6       | 22      | 0       | 0,0     | 0         | 0         | 0,0       | 0         | 3         | 0      | 0      | 0      | 0      |
| Всего | Всего               | 4    | 16      | 6       | 2       | 0       | 0,0     | 0         | 0         | 0,0       | 0         | 3         | 0      | 0      | 0      | 0      |